# Anna-Liisa
Anna-Liisa (alternative Schreibung ohne Bindestrich) ist ein Theaterstück der finnischen Schriftstellerin Minna Canth, welches das Schicksal einer Kindsmörderin behandelt. Es wurde 1895 am Finnischen Nationaltheater in Helsinki uraufgeführt und seitdem mehrfach verfilmt.

## Handlung
Die 19-jährige Bauerntochter Anna-Liisa Kortesuo steht kurz vor ihrer Hochzeit mit Johannes Kivimaa.
Wenige Tage vor Bestellung des Aufgebots erscheint Husso bei Anna-Liisa, die Mutter von Mikko. Mikko war Knecht bei den Kortesuos, hat den Hof jedoch vier Jahre zuvor fluchtartig verlassen. Grund für seine Flucht war eine heimliche Beziehung zu der damals 15-jährigen Anna-Liisa, die schwanger geworden ist und ein Kind zur Welt gebracht hat. Es ist nicht eindeutig, ob Anna-Liisa sich freiwillig mit Mikko eingelassen – ihre Aussage: „Er hatte kein Mitleid mit meiner Jugend und Unerfahrenheit – oh, wie gnadenlos er zu mir war!“ legt den Gedanken an eine Vergewaltigung nahe.
Anna-Liisa hat dem schreienden Kind nach der Geburt in Panik den Mund zugehalten und es auf diese Weise unbeabsichtigt erstickt. Mikkos Mutter Husso hat den toten Säugling im Wald vergraben und alle Spuren beseitigt. Nur sie, Anna-Liisa und Mikko wissen von der Geschichte, Anna-Liisas Eltern haben nie etwas erfahren.
Kurz vor der Hochzeit wird Anna-Liisa von Husso und Mikko erpresst – sie soll Johannes verlassen und Mikko heiraten, andernfalls wollen sie das Geheimnis um das Kind ans Licht bringen. Sie machen ihre Drohung war und berichten Anna-Liisas entsetzten Eltern, was vor vier Jahren passiert ist. Anna-Liisa gesteht alles. Ihr Vater, außer sich vor Zorn und Enttäuschung, will zunächst mit einer Axt auf sie losgehen, beruhigt sich aber bald. Die Eltern verzeihen ihrer Tochter und fürchten, dass sie sich etwas antut.
Am Ende stellt sich Anna-Liisa freiwillig den Behörden und erklärt, die Verheimlichung ihrer Tat und das Leben mit einer Lüge habe sie nicht glücklich gemacht. Obwohl schockiert über die Tat, sind die Amtspersonen beeindruckt von Anna-Liisas Ehrlichkeit. Anna-Liisa verabschiedet sich von ihrer Familie und Johannes, der ihr sagt, sie sei doch diejenige, für die er sie gehalten habe – nämlich ehrlich und gut – und lässt sich widerstandslos abführen.

## Verfilmungen und Übersetzungen
Das Stück inspirierte zahlreiche Filmemacher, so versuchte sich bereits 1911 Teppo Raikas, ein Schauspieler des finnischen Nationaltheaters an einer Verfilmung, die jedoch nie vollendet wurde, da bereits während der Produktion infolge schlechter Lagerung das Filmmaterial zerstört wurde. Eine zweite Verfilmung aus dem Jahr 1922 stammt von Teuvo Puro und Jussi Snellman. Die anlässlich des hundertsten Geburtstags von Minna Canth geplante Verfilmung von Orvo Saarikivi und Toivo Särkkä kam erst 1945 in die Kinos, nachdem die Kostüme während der Produktion gestohlen worden waren. Tuija-Maija Niskanen schuf 1988 ein Fernsehspiel mit Anna-Leena Härkönen, Pekka Valkeejärvi und Heikki Paavilainen in den Hauptrollen.
Das Stück wurde ins Englische, Estnische, Französische, Spanische und Deutsche übersetzt.

## Bedeutung
Minna Canth schildert in ihren Werken vornehmlich die soziale und rechtliche Situation der einfachen Bevölkerung Finnlands, besonders die der Frauen.
Anders als etwa in Työmiehen vaimo, dem Kindlers Neues Literaturlexikon Schwarzweissmalerei vorwirft, sind in „Anna Liisa“ Gut und Böse nicht eindeutig verteilt. Anna Liisas Charakter wird differenziert dargestellt: Sie hat ihr Kind umgebracht, ihre Tat verheimlicht und gibt sich weiterhin als ehrbares junges Mädchen. Dennoch ist sie keine kaltbluetige Mörderin, denn sie hat das Kind im Affekt getötet und leidet schwer unter den Luegen, auf denen ihr Leben aufgebaut ist.
Das Drama hat in seinem Aufbau Ähnlichkeit mit den Dramen von Minna Canths Zeitgenossen Henrik Ibsen (z. B. „Ein Puppenheim“ oder „Rosmersholm“): Das verhängnisvolle Ereignis liegt bereits Jahre zurueck und holt die Beteiligten im Laufe der Handlung wieder ein.

## Übersetzung
- Anna Liisa. Deutsch von Nadine Erler. Barnstorf 2008.